# SN 2008T
SN 2008T – supernowa typu II odkryta 17 stycznia 2008 roku w galaktyce UGC 3304. W momencie odkrycia miała maksymalną jasność 18,20m.